# Corioliseffekten

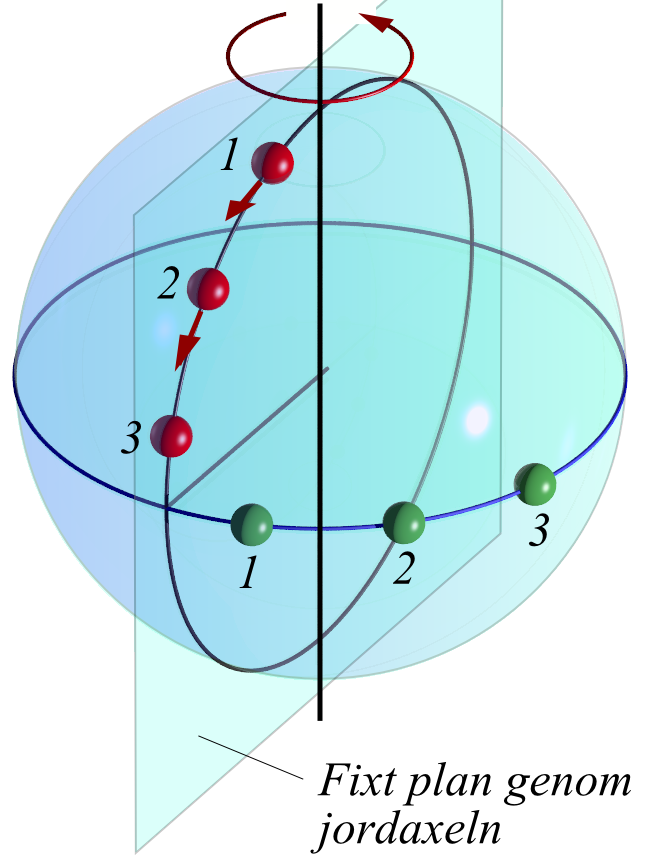
Ett föremål (rött), rör sig i sydlig riktning på det norra halvklotet i ett fixt plan (som ej följer jordens rotation) genom jordaxeln. En observatör (grön), som befinner sig vid en fix punkt på den roterande jordytan, ser det rörliga föremålet vika av i västlig riktning. 1, 2, 3 refererar till olika tidpunkter

Corioliseffekten  är förändringen av ett rörligt objekts rörelseriktning, som kan observeras, när objektet betraktas i ett roterande referenssystem. Fenomenet har fått sitt namn efter fransmannen Gaspard-Gustave Coriolis, som 1835 beskrev det i samband med teorin om vattenhjul. Den fiktiva kraft som associeras med effekten kallas corioliskraft. I början av 1920-talet började termen corioliskraft att användas inom meteorologin, för att förklara luftmassors rörelser över jordytan.
Jordens rotation orsakar corioliseffekter och dessa har en stor inverkan på klimatet. Corioliskraften påverkar stora luftmassor och kan få stormar och orkaner att rotera. På norra halvklotet får corioliseffekten objekts rörelser att böja av åt höger, medan objekt på södra halvklotet böjs av åt vänster. Den ger också upphov till så kallade uppvällningar, vilka ligger till grund för den höga halten av biomassa i hav utmed västkuster. Corioliskraften har ett avgörande inflytande på strömningar i atmosfären och haven genom sin tendens att överföra horisontella rörelser till cirkelrörelser.
Ett exempel på corioliseffekt visas i bilden till höger. Ett föremål förflyttar sig söderut i ett icke-roterande plan genom jordens rotationsaxel. En observatör som befinner sig på en fast punkt på jordens yta öster om föremålet, roterar med jorden vidare österut och uppfattar därför att föremålet böjer av i västlig riktning.

## Översikt

I det inertiala referenssystemet (bildens övre del), rör sig den svarta bollen i en rät linje. Observatören (röd punkt) som befinner sig i det roterande/icke-inertiala referenssystemet (bildens undre del) ser objektet följa en krökt linje beroende på den rotation som förekommer i denna referensram

Newtons rörelselagar beskriver hur föremål rör sig i ett (icke-accelererande) inertialsystem. När Newtons lagar överförs till ett likformigt roterande referenssystem, uppträder både corioliskrafter och centrifugalkrafter. Båda krafterna är proportionella mot objektets massa och corioliskraften är proportionell mot rotationshastigheten.
Corioliskraften verkar i en riktning vinkelrät både mot det roterande referenssystemets rotationsaxel och mot kroppens hastighetsriktning i det roterande systemet. Storleken på corioliskraften är proportionell mot objektets hastighet i det roterande systemet. Centrifugalkraften verkar utåt i radiell riktning och är proportionell mot kroppens avstånd till axeln i det roterande systemet. Dessa ytterligare krafter kallas tröghetskrafter, fiktiva krafter eller pseudokrafter. De tillåter tillämpning av Newtons lagar i ett roterande system. De är korrigeringsfaktorer som inte existerar i ett icke-accelererande system.
Fysikaliska mätningar görs vanligen med hänsyn till ett koordinatsystem, som är fixerat till jorden, vilket därför roterar med en konstant vinkelhastighet i förhållande till ett inertialsystem. Corioliseffekten orsakas av jordens rotation och trögheten hos den massa som påverkas. Eftersom jorden bara fullbordar ett varv per dygn, är corioliskraften relativt liten och dess effekter blir allmänt märkbara endast för rörelser över stora avstånd och under relativt långa tidsperioder, såsom storskalig förflyttning av luft i atmosfären eller vatten i havet. Sådana rörelser begränsas av jordytan, så att endast den horisontella komponenten av corioliskraften är generellt viktig.
Corioliseffekten på jorden får rörliga objekt på norra halvklotet att böjas av i medurs riktning i förhållande till färdriktningen och på södra halvklotet i moturs riktning. 
Hellre än att flöda direkt från områden med högt tryck till områden med lågt tryck, som de skulle i ett icke-roterande system, tenderar vind och strömmar att böja av till höger om denna riktning norr om ekvatorn och till vänster om denna riktning söder om ekvatorn. Denna effekt är ansvarig för stora cykloners rotation.
Övergång till ett roterande referenssystem leder till ändringar av rörliga objekts riktningar så som de uppfattas i det roterande systemet. I ett referenssystem med medurs rotation är avvikelsen till vänster om rörelseriktningen. I ett med moturs rotation sker avvikelsen åt höger.

### Nord-sydlig riktning
För objekt som rör sig i nord-sydlig riktning beror effekten huvudsakligen på att jorden roterar i olika hastigheter på olika breddgrader. Områden närmre polerna roterar långsammare än objekt som befinner sig vid ekvatorn. Det här beror på att en rotation vid polerna kräver en kortare sträcka än en rotation vid ekvatorn, samtidigt som rotationen sker på samma tid oavsett var på jorden man befinner sig. Slutsatsen blir att hastigheten måste vara större vid ekvatorn än polerna för att hinna tillryggalägga en längre sträcka för varje rotation.
Som ett exempel på hur det här påverkar rörliga objekts banor i nord-sydlig riktning kan man tänka sig ett objekt som färdas norrut från ekvatorn. Föremålets relativa hastighet kommer att vara högre och därmed också färdas österut snabbare jämfört med objekt som befinner sig längre norrut. Den synbara effekten blir då att objektet svänger av åt höger/medurs på norra halvklotet. En liknande men motsatt effekt uppstår för föremål som färdas söderut mot ekvatorn. Ett sådant objekt har en relativt lägre hastighet än områden närmre ekvatorn och "hamnar efter" i rotationen. Även här blir effekten att objektets bana böjer av åt höger, även om det rör sig söderut snarare än norrut.
På södra halvklotet uppstår liknande effekter, med skillnaden att rörliga föremåls banor svänger av åt vänster, oavsett om de rör sig norrut eller söderut.

### Väst-östlig riktning
När det gäller rörliga föremål som förflyttar sig österut eller västerut uppstår en något annorlunda dynamik jämfört med nord-sydliga rörelser. För objekt som är stillastående påverkas de vanligen av två krafter som motverkar varandra: dragningskraften/gravitationen och centrifugalkraften. Centrifugalkraften påverkar alla roterande objekt i riktning söderut, samtidigt som dragningskraften drar föremål in mot jordens rotationsaxel. För stillastående objekt blir summan av krafterna noll, medan objekt i rörelse gör att antingen dragningskraften eller centrifugalkraften får överhanden över den andra kraften och drar föremålet mot eller bort från jordaxeln.
Om man rör sig österut - samma riktning som jorden snurrar - så blir den totala hastigheten större än jordens rotation. Det får effekten att centrifugalkraften förstärks, vilket driver ett föremål bort från jordaxeln, vilket i praktiken blir söderut mot ekvatorn. På norra halvklotet blir det här en vridning åt höger, vinkelrätt mot den östliga riktningen som föremålet färdas i. Om ett föremål istället rör sig västerut blir den totala hastigheten lägre än jordens rotation, vilket försvagar centrifugalkraften. Då är det istället dragningskraften (riktad in mot jordaxeln) som blir starkare och påverkar föremålets bana mot nordlig riktning. Även här svänger banan av åt höger på norra halvklotet. På södra halvklotet gäller att föremåls banor svänger av åt vänster.

## Meteorologi

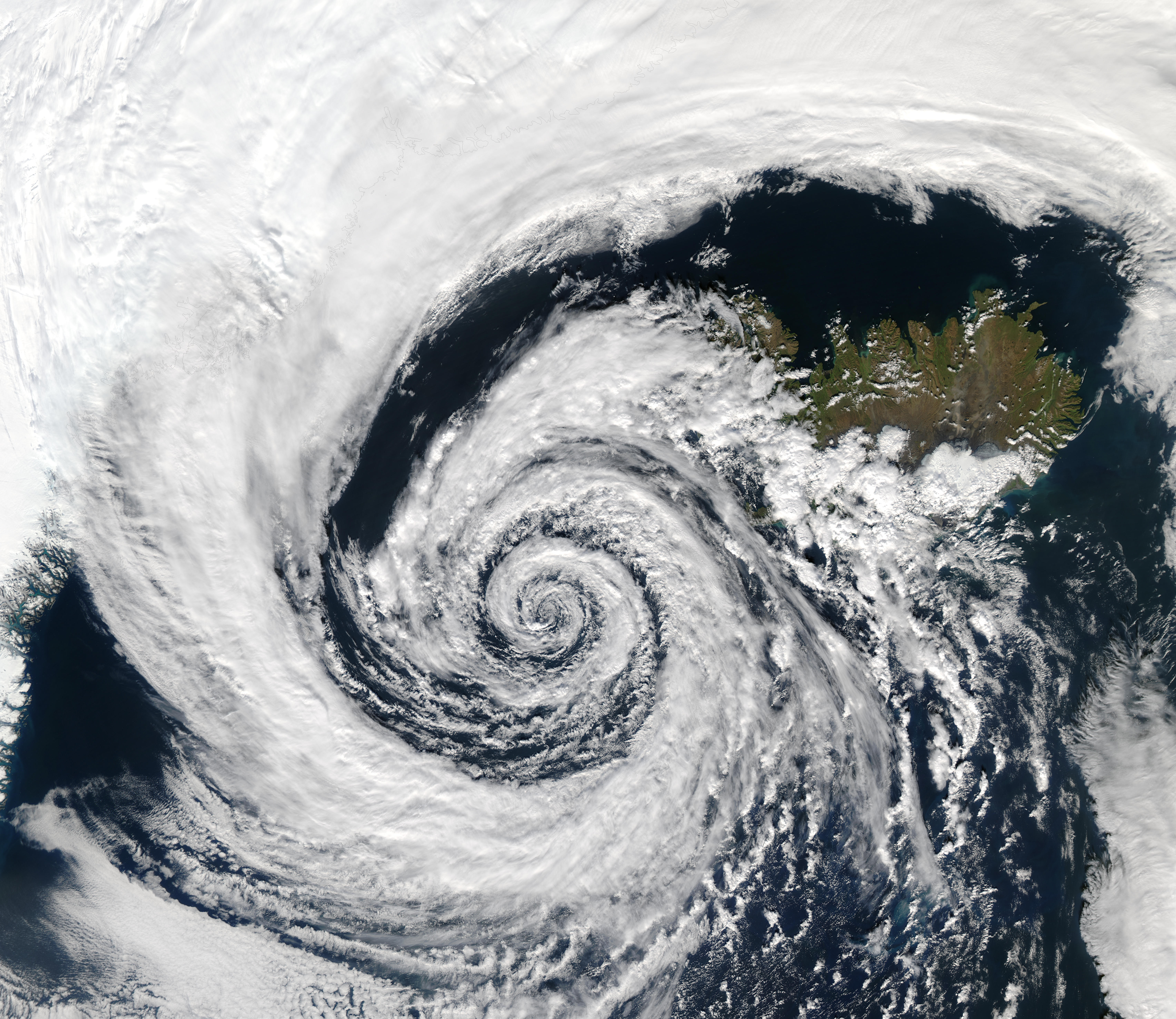
Ett lågtryck över Island som på grund av corioliseffekten roterar moturs

Schematisk representation av ett flöde runt ett lågtrycksområde på det norra halvklotet. Tryckgradientens krafter i blått och corioliskrafterna i rött

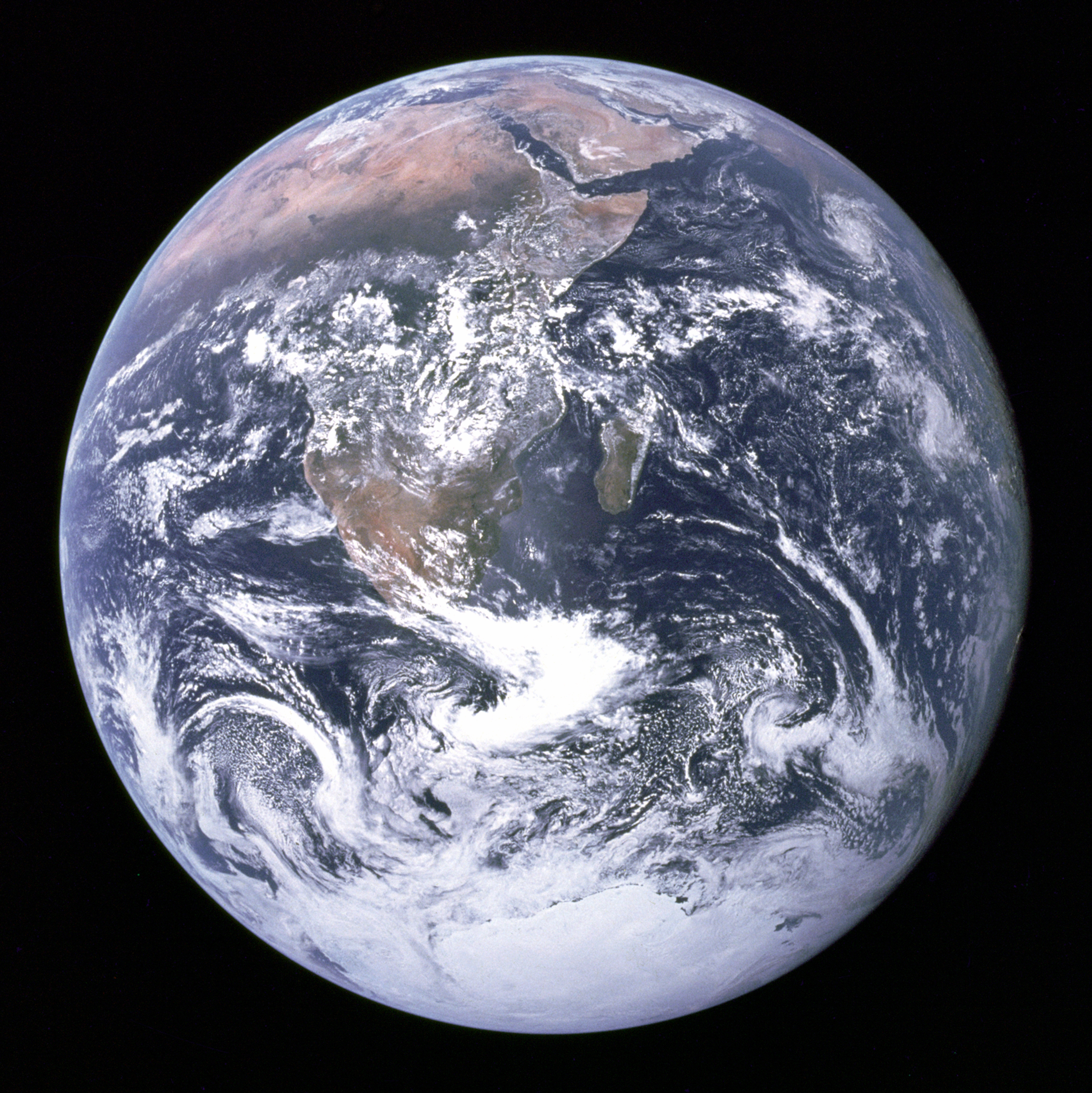
Molnformationer på den berömda bilden av Jorden från Apollo 17

Den kanske viktigaste manifestationen av corioliseffekten är den storskaliga dynamiken i haven och atmosfären. Inom meteorologi och oceanografi, är det lämpligt att postulera en roterande referensram där jorden står stilla. Som en konsekvens av det valet introduceras centrifugalkrafter och corioliskrafter. Deras relativa betydelse bestäms av tillämpliga rossbytal. Tornador har höga rossbytal och medan tornadoassocierade centrifugalkrafter är ganska betydande, är corioliskrafter förknippade med tornadon praktiskt taget försumbara.
Luften inuti högtryckssystem roterar i en sådan riktning att corioliskraften riktas radiellt inåt och nästan balanseras av den utåt radiellt riktade tryckgradienten. Som ett resultat, färdas luften medurs runt högtryck på norra halvklotet och moturs på södra halvklotet. Luft inuti lågtryckssystem roterar i motsatt riktning, så att corioliskraften är riktad radiellt utåt och nästan balanserar en inåt radiellt riktad tryckgradient.

### Flöde runt ett lågtrycksområde
Om ett lågtrycksområde formas i atmosfären, kommer luft att tendera att strömma i riktning mot området, men kommer att böjas av vinkelrätt mot dess hastighet genom corioliskraften. Ett system i jämvikt kan då etablera sig och skapar en cirkulär rörelse, eller ett cyklonflöde. Eftersom rossbytalet är lågt, är det i stort sett kraftbalans mellan tryckgradientens kraft som verkar i riktning mot lågtrycksområdet och corioliskraften som verkar i riktning bort från centrum av lågtrycket.
I stället för att flöda i tryckgradientens riktning, tenderar storskaliga rörelser i atmosfären och haven att förekomma vinkelrätt mot tryckgradienten. Detta kallas geostrofiskt flöde.  På en icke-roterande planet, skulle en fluid flöda längs den rätast möjliga linjen och snabbt eliminera tryckgradienter. Observera att geostrofisk balans är mycket annorlunda än fallet med "tröga rörelser" (se nedan), vilket förklarar varför cykloner på mellanbreddgrader är en storleksordning större än vad en tröghetscirkels flöde skulle vara.
Detta mönster av avvikelser och rörelseriktningar, kallas Buys-Ballots lag. I atmosfären kallas flödets mönster en cyklon. På norra halvklotet är rörelseriktningen runt ett lågtrycksområde moturs. På södra halvklotet är rörelseriktningen medurs eftersom rotationsdynamiken där är en spegelbild. På höga höjder, roterar luft som sprids utåt i motsatt riktning. Cykloner bildas sällan längs ekvatorn beroende på den svaga corioliseffekten i denna region.

### Tröghetscirklar

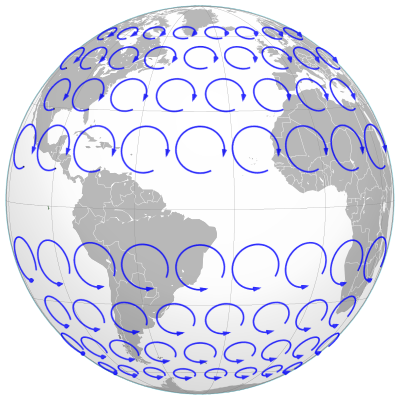
Schematisk bild av tröghetscirklar av luftmassor i frånvaro av andra krafter än corioliskraften

En luft- eller vattenmassa som rör sig med hastigheten {\displaystyle v} och endast är föremål för corioliskraften, färdas i en cirkulär bana som kallas tröghetscirkel. Eftersom corioliskraften är riktad vinkelrätt mot massans rörelseriktning, kommer den att röra sig med en konstant hastighet i en cirkel med radien {\displaystyle R} enligt
{\displaystyle R={\frac {v}{f}}}
där {\displaystyle f} är coriolisparametern {\displaystyle 2\Omega \sin \varphi } (där {\displaystyle \varphi } är latituden).  Den tid det tar för massan att fullborda en cirkel är därför {\displaystyle 2\pi /f}. Coriolisparametern har ett typiskt värde för mellanliggande latituder av omkring 10−4 s−1. För en typisk atmosfärisk hastighet av 10 m/s är då radien 100 km och med en period på omkring 17 timmar. För en ström i en ocean med en typisk hastighet av 10 cm/s, är en tröghetscirkels radie 1 km. Dessa tröghetscirklar roterar medurs på den norra hemisfären och moturs på den södra hemisfären.

## Illustration av corioliseffekten

Objekt som rör sig friktionslöst över ytan på en mycket grund parabolisk skål. Objektet har börjat sin bana på sådant sätt att det följer en elliptisk bana, vilken i högerpanelen avbildas som en cirkel (tröghetscirkel)
Vänster: Sedd från ett inertialsystem
Höger: Sedd från den roterande ramen

Corioliseffekten kan demonstreras med en grund, roterande parabolisk skål. På en plan yta, skulle trögheten hos ett medroterande objekt tvinga det utanför kanten. Om emellertid den paraboliska skålen roteras med en till skålen anpassad hastighet, blir den horisontella normalkraftskomponenten lika med den centripetalkraft som är nödvändig för att hålla det friktionsfria objektet kvar i skålen. Ovanstående experiment tillåter att corioliseffekten visas i frånvaro av andra krafter.
Skivor skurna från cylindrar av torris kan användas som puckar, som nästan friktionsfritt kan flyttas runt på den paraboliska skålens yta, vilket gör att corioliseffekterna visar sig i form av dynamiska fenomen. I den vänstra panelen till höger, som visar vad som ses av en stationär observatör, kommer tyngdkraften att dra objektet mot mitten av skålen med en kraft som är proportionell mot föremålets avstånd till centrum. Tillsammans med centripetalkraften uppstår en elliptisk rörelse.
I den högra panelen, som visar hur förloppets ses i den roterbara ramen, är den inåtriktade normalkraftskomponenten balanserad av den utåtriktade centrifugalkraften (närvarande endast i den roterande ramen). Med dessa två krafter balanserade är den enda obalanserade kraften corioliskraften (närvarande endast i den roterande ramen) och rörelsen är en cirkelrörelse, då corioliskraften är vinkelrät mot objektets rörelseriktning. 
Analys och observation av cirkulär rörelse i den roterande ramen är enklare jämfört med analys eller observation av elliptisk rörelse i inertialramen.
Eftersom referensramen i detta fall roterar flera gånger per minut i stället för bara en gång per dygn som jorden, är coriolisaccelerationen här många gånger större och därmed lättare att observera under laboratorieförhållanden jämfört med den coriolisacceleration som orsakas av jordens rotation.

## Myt
Ett vanligt förekommande påstående är att corioliseffekten får utrinnande vatten i badkar och handfat att rotera och att vattnet roterar åt olika håll på norra och södra halvklotet. I princip bidrar corioliseffekten till en viss cirkulationsriktning. Noggrant kontrollerade experiment i kärl med 1 m diameter rapporterar resultat som bekräftar en rotation i överensstämmelse med corioliseffekten. I mindre och okontrollerade system där corioliseffekten är jämförelsevis svag, kommer rotationsriktningen att bestämmas av andra faktorer. Oavsett vad som bestämmer riktningen av rotationen så accelereras den på grund av rörelsemängdsmomentets bevarande när vatten sugs in mot avloppet.
Enligt en gammal sägen tillfångatogs en tysk ubåtskapten av de allierade under första världskriget och låstes in i en fönsterlös hytt. Han skulle sedan med handfatets hjälp ha avgjort när båten passerade ekvatorn genom att studera vattenvirveln när han tömde handfatet. Eftersom den horisontella och därmed rotationsdrivande komponenten av corioliskraften är noll utmed ekvatorn, är denna myt intressant ur illustrationssynpunkt men inte historiskt övertygande.

## Härledning
Förhållandet mellan en acceleration i ett inertialsystem och motsvarande acceleration i ett roterande koordinatsystem som roterar enligt rotationshastighetsvektorn {\displaystyle {\boldsymbol {\omega }}} kan skrivas
{\displaystyle \mathbf {a} _{inertial}=\left({\frac {d\mathbf {v} _{inertial}}{dt}}\right)_{inertial}=\left({\frac {d\mathbf {v} _{inertial}}{dt}}\right)_{roterande}+{\boldsymbol {\omega }}\times \mathbf {v} _{inertial}}
där relationen för tidsderivatan för en vektor i roterande koordinater utnyttjats. Uttrycket
{\displaystyle \left({\frac {d\mathbf {B} }{dt}}\right)_{inertial}=\left({\frac {d\mathbf {B} }{dt}}\right)_{roterande}+{\boldsymbol {\omega }}\times \mathbf {B} }, gäller för en godtycklig vektor {\displaystyle \mathbf {B} }. Då
{\displaystyle \mathbf {v} _{inertial}=\mathbf {v} _{roterande}+{\boldsymbol {\omega }}\times \mathbf {r} \ },
blir accelerationen
{\displaystyle \mathbf {a} _{inertial}=\left({\frac {d(\mathbf {v} _{roterande}+{\boldsymbol {\omega }}\times \mathbf {r} )}{dt}}\right)_{roterande}+{\boldsymbol {\omega }}\times \mathbf {v} _{roterande}+{\boldsymbol {\omega }}\times ({\boldsymbol {\omega }}\times \mathbf {r} )}
eller, ekvivalent, 
{\displaystyle \mathbf {a} _{inertial}=\mathbf {a} _{roterande}+{\frac {d{\boldsymbol {\omega }}}{dt}}\times \mathbf {r} +2{\boldsymbol {\omega }}\times \mathbf {v} _{roterande}+{\boldsymbol {\omega }}\times ({\boldsymbol {\omega }}\times \mathbf {r} )}
Accelerationen i den roterande referensramen är
{\displaystyle \mathbf {a} _{roterande}=\mathbf {a} _{inertial}-2{\boldsymbol {\omega }}\times \mathbf {v} _{roterande}-{\boldsymbol {\omega }}\times ({\boldsymbol {\omega }}\times \mathbf {r} )-{\frac {d{\boldsymbol {\omega }}}{dt}}\times \mathbf {r} }
Då kraften i den roterande referensramen är 
{\displaystyle \mathbf {F} _{roterande}=m\mathbf {a} _{roterande}\ }
och, enligt definition, 
{\displaystyle \mathbf {F} _{roterande}=\mathbf {F} _{inertial}+\mathbf {F} _{fiktiv}\ },
blir den fiktiva kraften
{\displaystyle \mathbf {F} _{fiktiv}=-2m{\boldsymbol {\omega }}\times \mathbf {v} _{roterande}-m{\boldsymbol {\omega }}\times ({\boldsymbol {\omega }}\times \mathbf {r} )-m{\frac {d{\boldsymbol {\omega }}}{dt}}\times \mathbf {r} }
där den första termen är corioliskraften, den andra termen är centrifugalkraften och den tredje är eulerkraften.

## Tyngdkraftspåverkan

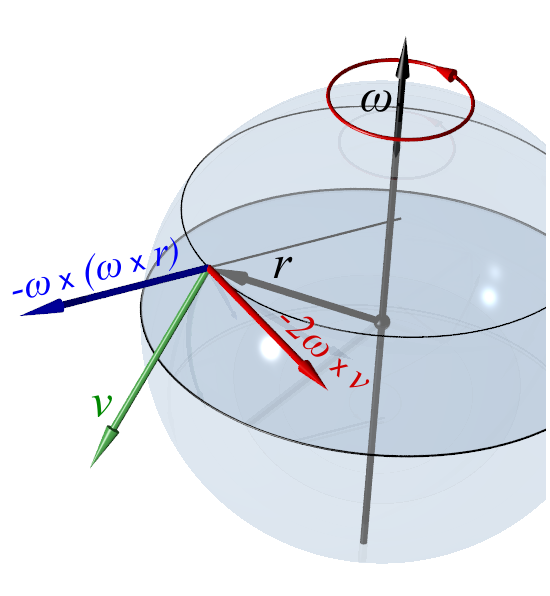
Centrifugalacceleration och coriolisacceleration.

Tyngdkraften är summan av de krafter som verkar på en kropp på grund av gravitationen och jordens rotation. Med utgångspunkt från
{\displaystyle \mathbf {a} _{fiktiv}=\mathbf {F} _{fiktiv}/{m}=-2{\boldsymbol {\omega }}\times \mathbf {v} _{roterande}-{\boldsymbol {\omega }}\times ({\boldsymbol {\omega }}\times \mathbf {r} )}
(för jordens rotation är eulerkraften noll), kan den effektiva tyngdkraften skrivas som 
{\displaystyle {g}_{effektiv}={g}_{0}-2{\boldsymbol {\omega }}\times \mathbf {v} _{roterande}-{\boldsymbol {\omega }}\times ({\boldsymbol {\omega }}\times \mathbf {r} )}
där {\displaystyle {g}_{0}\ } är gravitationskraftens värde mätt av en stillastående (icke-roterande) observatör.
Centrifugalaccelerationen {\displaystyle -{\boldsymbol {\omega }}\times ({\boldsymbol {\omega }}\times \mathbf {r} )} är låg jämfört med tyngdaccelerationen. Den når sitt största värde vid ekvatorn där den är cirka 0,3 % av tyngdaccelerationen.
Det framgår av andra termen i högerledet att corioliskraften ger ett positivt eller negativt tillskott beroende på riktningen av {\displaystyle \mathbf {v} _{roterande}}.